# SN 1979B
SN 1979B – supernowa typu Ia odkryta 18 marca 1979 roku w galaktyce NGC 3913. Jej maksymalna jasność wynosiła 12,70m.